# بالن حجمی

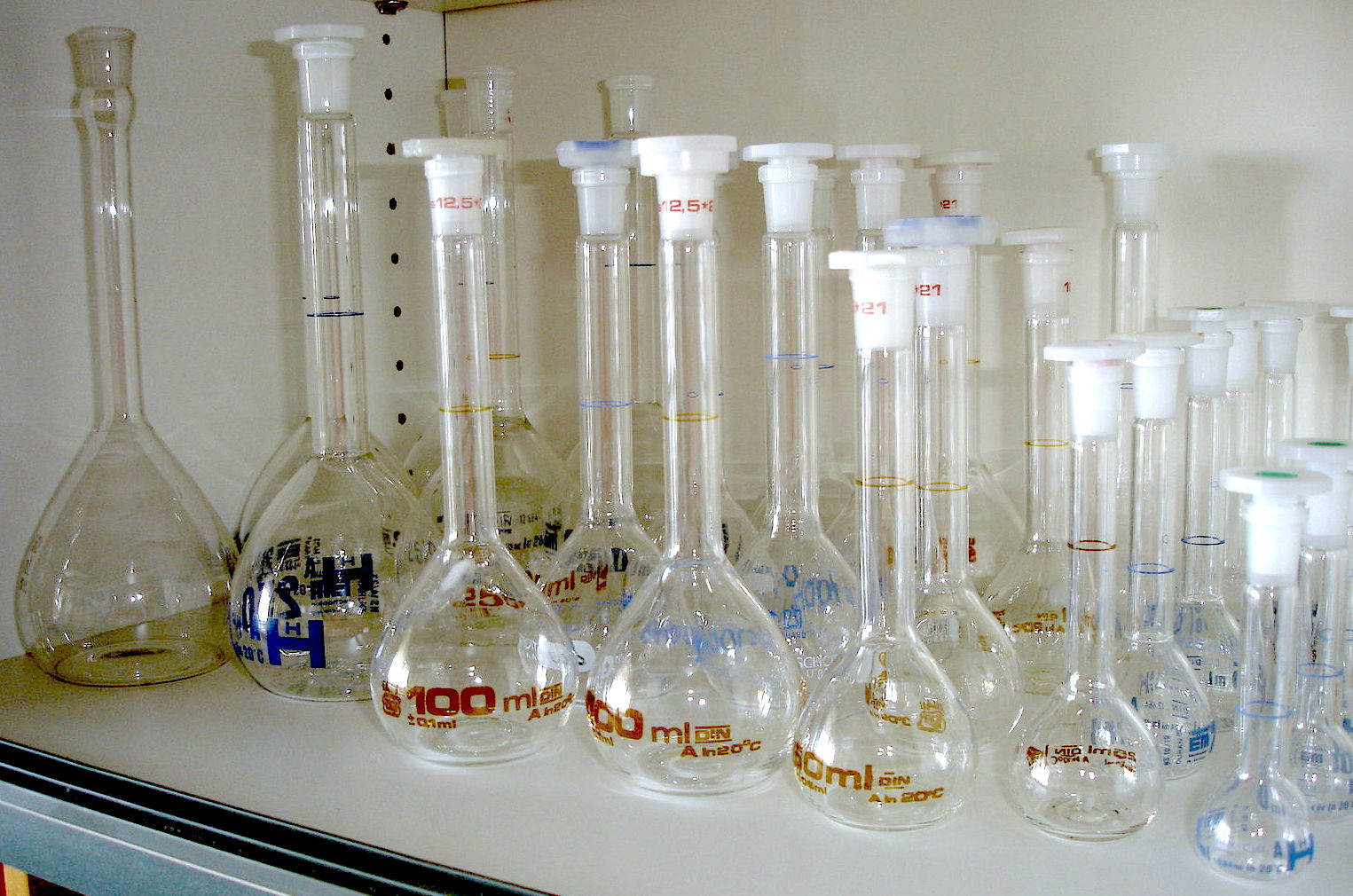
بالن حجمی۵۰۰ میلی لیتری که در آن خط نشان روی گردن بالن و درپوش بالن نشان داده شده‌است.

بالن حجمی یا بالن ژوژه(به انگلیسی: Volumetric flask) یکی از ابزارهای آزمایشگاهی می‌باشد که برای ساخت محلولها با غلظت معیّن از آن استفاده می‌شود.این نوع بالن دارای یک گردن بلند است که بر روی آن خط نشانه‌ای قرار دارد.بالن‌های حجمی دقت بالایی داشته و فقط می‌توان حجم نوشته شده روی آن را به کمک آن از محلول حجم سنجی کرد.برای این نوع بالن در پوش پلاستیکی طراحی شده‌است تا بتوان در هنگام محلول سازی آن را به راحتی تکان داد.